# Rolf Schott
Rolf Schott (Magonza, 26 giugno 1891 – Roma, 17 gennaio 1977) è stato uno storico dell'arte e scrittore tedesco.

## Biografia
Cresciuto alle soglie del Novecento, consapevole dell'eredità del secolo trascorso, compì al seguito della famiglia un tragitto mitteleuropeo da Magonza a Karlsruhe, Heidelberg, Mannheim, Darmstadt, Brema, Dresda sino a Bucarest, alla corte di Elisabetta di Wied, Regina di Romania ma anche poetessa di lingua tedesca, nota con il nome di Carmen Sylva. In questo periplo stabilì rapporti di amicizia (testimoniati da un cospicuo epistolario) con noti protagonisti del tempo: Heinrich Wölfflin, Thomas Mann, Hugo von Hofmannsthal, l'ultima imperatrice d'Austria-Ungheria Zita di Borbone-Parma, Hermann Hesse, Hans Urs von Balthasar, Karl Kerenyi, Karl Kraus, Martin Buber, George Saiko.
Stabilitosi definitivamente a Monaco di Baviera, intraprese il cammino che, oltre alla passione per la storia dell'arte e per l'archeologia, lo indirizzò alla germanistica, alla filosofia, alla storia, alla teologia, al teatro e alla musica. In questa città, inoltre, lo scrittore visse anche un'esperienza coniugale di breve durata ma dalla quale nasce la prima figlia Bice, destinata a sposarsi con lo scrittore tedesco Nino Erné. In quel periodo egli si sostentò realizzando e vendendo disegni al carboncino, acqueforti e litografie, oltreché insegnando Storia del Rinascimento Italiano e Storia delle Religioni all'Università Popolare di Monaco. Approfondì gli studi tramite molteplici viaggi in Europa e soprattutto, nonostante una salute sempre cagionevole, in Italia, terra che, esperienza comune a tanti intellettuali di estrazione germanica, cominciò ad esercitare un richiamo sempre più forte sulla sua sensibilità. Scoppiò la prima guerra mondiale e ai grandi imperi europei subentrano le rivoluzioni e i regimi totalitari.
Il mitteleuropeo Schott trovò sempre più difficile individuare un punto fermo, un orizzonte di stabilità nel momento in cui gli Stati si chiudono sempre più nei nazionalismi e nella contrapposizione delle razze e delle identità fondate sul sangue e sulla terra. Forse questo senso di instabilità del presente fu all'origine della vocazione, ai limiti della nostalgia, verso la civiltà greco-romana e mediterranea, e dunque del sempre più chiaro desiderio di Italia che caratterizzarono progressivamente la vita dello scrittore tedesco. Tale inclinazione era già da tempo presente in Schott, risaliva infatti al 1920 la pubblicazione del suo Reise in Italien, Erlebnis und Deutung inwendiger Antike.
Ma fu solo nel 1933, dopo la pubblicazione di numerosi articoli contro la minaccia hitleriana e in concomitanza con l'avvento al potere del nazismo, che Schott abbandonò definitivamente la sua Heimat per trasferirsi a Roma. Nella sua nuova patria d'elezione egli conobbe ancora periodi difficili, ma anche più grandi soddisfazioni professionali e affettive: negli anni appena precedenti l'esilio, Schott cambiò confessione, da evangelico si converte al cattolicesimo, per unirsi in matrimonio alla viennese Margit Schwarz, la donna con la quale condivisse tutta la sua ulteriore esistenza, e nonostante l'amarezza dell'esilio visse anche la gioia della nascita a Roma della figlia Claudia nel 1934. Nella capitale italiana Schott conobbe il successo della pubblicazione del volume dedicato a Michelangelo, dei racconti di Mitwanderer, del romanzo Die Inseln des Domes, ma nei duri anni della seconda guerra mondiale e soprattutto dell'occupazione nazista venne sottoposto ad una vera e propria "morte professionale". Schott, da sempre in fuga esistenziale, estese in questo periodo il suo girovagare ai recinti vaticani, stringendo qui amicizia con Alcide De Gasperi. E, al termine della guerra, fu proprio il grande politico cattolico, divenuto Presidente del Consiglio, a favorire e incoraggiare la ripresa dell'opera artistica di Schott.
Il dopoguerra coincise con la definitiva maturità dell'artista nordico: di questo periodo sono testimonianza opere quali Ein Glanz aus Dir; Heimweg; Lebensbaum. Rolf Schott proseguì il proprio percorso artistico e letterario, in particolare con il romanzo Kore. Riposa nel Camposanto teutonico della Città del Vaticano.
Nel 2001 la rete televisiva statale tedesca ARD ha prodotto e trasmesso un documentario a lui dedicato. Nel 2009 la sua biblioteca e gran parte del suo archivio privato sono stati donati alla Biblioteca Augusta di Perugia .

## Archivio e biblioteca personale
Nel 2009 la sua biblioteca e gran parte del suo archivio privato sono stati donati dagli eredi alla Biblioteca Augusta. Il fondo è composto da libri, fotografie, carte di lavoro, bozze di opere a stampa manoscritte e dattiloscritte ed un vasto carteggio.

## Opere principali
- Reise in Italien. Erlebnis und Deutung, Dresden, Sybillen-Verlag, 1924
- Das Madonnenbild, Munchen, Hanfstaengl, 1930
- Bô Yin Râ: Leben und Werk, Basel, Kober'sche Verlagsbuchhandlung, 1954
- Lebensbaum. Gedichte, Einsiedeln, Johannes Verlag, 1958
- Florentine painting, London, Thames & Hudson, 1959
- Der maler Bô Yin Râ, Zürich, Kober's Verlagsbuchhandlung 1960
- Michelangelo, London, Thames and Hudson, 1963
- Ein Glanz aus Dir, Einsiedeln, Johannes Verlag, 1965
- Die Inseln des Domes: Roman, Karlsruhe, von Loeper, 1986